# Nitrazepam
Nitrazepam je učinkovina iz skupine benzodiazepinov, ki deluje uspavalo. Skrajša čas, ki je potreben, da nastopi spanec ter podaljša trajanje spanja. Delovati začne po okoli eni uri ter omogoča 4-6 ur spanca. Kemijska formula nitrazepama je C15H11N3O3, molska masa pa znaša 281,3 g/mol. Presnova učinkovine poteka v jetrih, izloča se pa pretežno skozi ledvice.

## Farmakologija
Farmakološko delovanje nitrazepama temelji na spodbujanju delovanja GABA-e, ki je inhibitorni živčni prenašalec.

## Indikacije
- nespečnost
- božjast (pri miokloničnih napadih)

## Odmerjanje
Pri zdravljenju nespečnosti je običajni odmerek 2,5–10 mg nitrazepama v času pred spanjem. Za blaženje miokloničnih napadov se odmerek izračuna glede na telesno maso.

## Stranski učinki
Nastopijo lahko naslednji stranski učinki:
- somnolentnost
- motnje motorike
  - motnje koordinacije
  - motnje ravnotežja
  - omotica
- amnezija
- zmedenost
- motnje koncentracije
- glavobol, jutranji "maček"